# Papilio thaiwanus
Papilio thaiwanus är en fjärilsart som beskrevs av Rothschild 1898. Papilio thaiwanus ingår i släktet Papilio och familjen riddarfjärilar. Inga underarter finns listade i Catalogue of Life.

## Bildgalleri

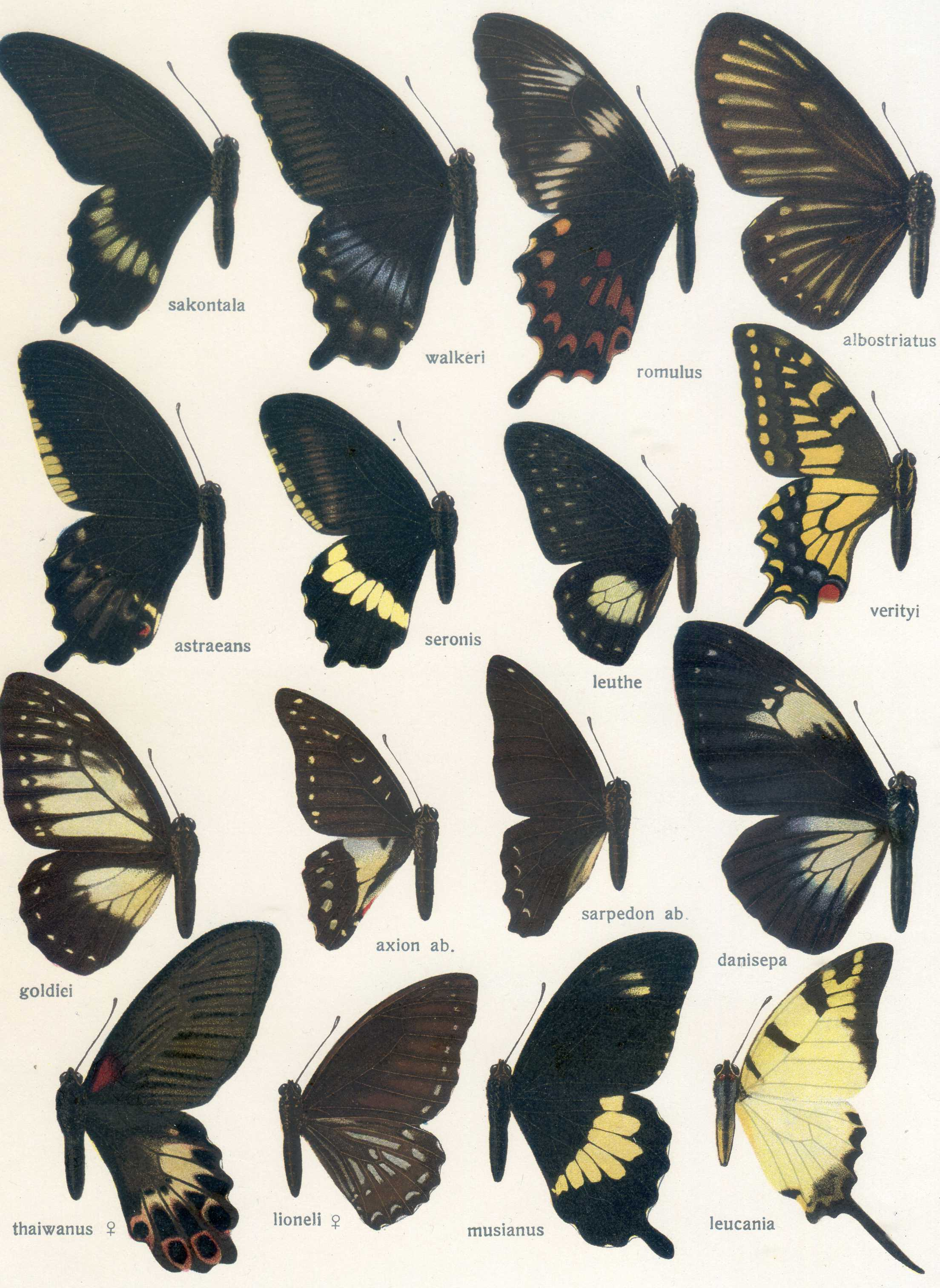